# 异构计算
异构计算，又譯異質運算，主要是指使用不同类型指令集和系统架构的计算单元组成系统的计算方式。常见的计算单元类别包括CPU、GPU等协处理器、DSP、专用集成电路、FPGA等。
异构计算近年来得到更多关注，主要是因为通过提升CPU时钟频率和内核数量而提高计算能力的传统方式遇到了散热和能耗瓶颈。而与此同时，GPU等专用计算单元虽然工作频率较低，具有更多的内核数和并行计算能力，总体性能-芯片面积比和性能-功耗比都很高，却远远没有得到充分利用。
广义上，不同计算平台的各个层次上都存在异构现象，除硬件层的指令集、互联方式、内存层次之外，软件层中应用二进制接口、API、语言特性底层实现等的不同，对于上层应用和服务而言，都是异构的。